# Ludwig Fischer (pilote)
Pas d'image ? Cliquez ici
Ludwig Fisher est un pilote automobile allemand né le 17 décembre 1915 à Straubing (Royaume de Bavière) et décédé le 8 mars 1991 à Bad Reichenhall (Allemagne).

## Carrière
Il participe au Grand Prix automobile de San Remo 1949 sur une Simca Gordini T11 et abandonne. Qualifié en trente-et-unième position sans réaliser de temps au Grand Prix automobile d'Allemagne 1952, sur une AFM 6, il ne prend pas part à la course. En 1953 il termine dixième du Grand Prix des Frontières sur son AFM. Cette même année il s'inscrit à l'Eifelrennen sans participer à la course.

## Résultats en championnat du monde de Formule 1
| Saison | Écurie | Châssis                                | Moteur         | Pneus     | Grand Prix | Qualification | Résultat    |
| ------ | ------ | -------------------------------------- | -------------- | --------- | ---------- | ------------- | ----------- |
| 1952   | Privé  | Alex von Falkenhausen Motorenbau AFM 6 | BMW 6 en ligne | Englebert | Allemagne  | 31e/32        | Non-partant |